# Rosé de Gambrinus
Rosé de Gambrinus is een Belgisch bier van spontane gisting.
Het bier wordt sinds 1986 gebrouwen in Brouwerij Cantillon te Anderlecht.
Het is een donkerroze fruitbier met verse frambozen op basis van lambiek met een alcoholpercentage van 5,5%. Sinds 1999 wordt de lambiek enkel met ingrediënten van biologische teelt gebrouwen.